# In The Sky
In The Sky is een single van de Italiaanse comedy-metalband Nanowar of Steel, afkomstig van (de heruitgave van) het album Stairway To Valhalla.

## Achtergrond en beschrijving
In The Sky werd op 3 december 2020 uitgebracht. Het nummer vertelt in eerste instantie over allerlei aardse zaken die ineens in de lucht plaatsvinden, zoals een vuurhaard, brandweermannen, Apple en Steve Jobs in de lucht. In het tweede couplet gaat het juist over gebruikelijke dingen, zoals wolken in de lucht, maar ook de zon, de maan en vliegtuigstrepen in de lucht.
In het refrein wordt een verwijzing naar Stairway to Heaven gemaakt (The ladder in the sky is better than the stairway to heaven); in het tweede couplet zit een verwijzing naar Lucy in the Sky with Diamonds (Lucy in the sky, John Lennon in the sky, George Harrison is also in the sky!).
De band voegde zelf nog toe aan de beschrijving van het nummer:
We also would like to remind everyone that to be in the sky is better than not to be in the sky.

## Videoclip
De videoclip werd opgenomen in het pretpark Cinecittà World, in de buurt van Rome. In de videoclip is te zien hoe de bandleden het pretpark verkennen en enkele attracties bezoeken. Bij bepaalde teksten worden nagebootste scènes uit de oude tijd getoond. Ook is de videoclip grotendeels opgenomen met een sepiafilter.
- MusicBrainz work: 8adf9bd1-0571-4b84-8cf9-bdb8b368b0fa